# Malick Fofana
Malick Martin Fofana (ur. 31 marca 2005 w Aalst) – belgijski piłkarz grający na pozycji lewoskrzydłowego. Od 2024 jest zawodnikiem klubu Olympique Lyon.

## Kariera klubowa
Swoją karierę piłkarską Fofana rozpoczynał w juniorach takich klubów jak:SC Eendracht Aalst (do 2014) i KAA Gent (2014-2022). W 2022 roku stał się członkiem pierwszego zespołu Gent. 30 lipca 2022 zadebiutował w nim w pierwszej lidze belgijskiej w zremisowanym 1:1 domowym meczu z Sint-Truidense VV. Zawodnikiem Gentu był przez dwa sezony.
Na początku 2024 Fofana został piłkarzem klubu Olympique Lyon, do którego przeszedł za kwotę 17 milionów euro. W nim swój debiut w Ligue 1 zaliczył 14 stycznia 2024 w przegranym 1:3 wyjazdowym meczu z Le Havre AC.
| Sezon   | Klub           | Kraj    | Rozgrywki       | Mecze | Bramki |
| ------- | -------------- | ------- | --------------- | ----- | ------ |
| 2022/23 | KAA Gent       | Belgia  | Eerste klasse A | 22    | 0      |
| 2022/23 | Jong KAA Gent  | Belgia  | Nationaal 1     | 13    | 4      |
| 2023/24 | KAA Gent       | Belgia  | Eerste klasse A | 19    | 2      |
| 2023/24 | Olympique Lyon | Francja | Ligue 1         | 17    | 3      |

## Kariera reprezentacyjna
Fofana grał w młodzieżowych reprezentacjach Belgii na różnych szczeblach wiekowych. W 2022 roku wraz z reprezentacją Belgii U-17 zagrał w Mistrzostwach Europy U-17. W reprezentacji Belgii zadebiutował 10 października 2024 w zremisowanym 2:2 meczu Ligi Narodów 2024/2025 z Włochami, rozegranym w Rzymie.